# 재스퍼 싯웰
재스퍼 싯웰(영어: Jasper Sitwell)은 마블 코믹스가 발행하는 만화책의 등장인물로, 스탠 리와 잭 커비에 의해 만들어졌다. 첫 등장은 Strange Tales #144 (1966년 5월)이다.